# Ammocharis coranica
Ammocharis coranica là một loài thực vật có hoa trong họ Amaryllidaceae. Loài này được John Bellenden Ker Gawler mô tả khoa học đầu tiên năm 1816 dưới danh pháp Amaryllis coranica. Năm 1821 William Herbert chuyển nó sang chi Ammocharis.